# Церковь Святого Сигизмунда (Шидловец)
Церковь Святого Сигизмунда (пол. Kościół św. Zygmunta w Szydłowcu) — римско-католическая приходская церковь в Шидловце, главный храм прихода Св. Сигизмунда и Шидловецкого деканата. Расположена с южной стороны Большой рыночной площади.
Документ об основании приходской церкви Св. Короля Сигизмунда построенного благодаря фундации Якуба и Славека Одровых датируется 1 января 1401 года. Церковь была возведена позади южной стороны рыночной площади (теперь не существует), и была деревянной.
В конце XV века магнат Якуб Шидловецкий начал строительство каменного приходского храма, его возведение до 1525 года завершил его брат Николай Шидловецкий, который также профинансировал приобретение большей части церковной утвари. Он также построил расположенную с южной стороны часовню — семейный некрополь, где похоронены прах его самого, его отца Станислава и брата Якуба. Для украшения церкви и часовни, он вероятно, пригласил знаменитого Станислава Самостжельника из Могилы. В 1563 храм был закрыт фанатичным кальвинистом Николаем Радзивиллом Чёрным. Возможно, уже в 1567 году он был передан обратно католикам Николаем Христофором Радзивиллом Сироткой.
Церковь изготовлена из местного песчаника. Состоит из трёхпролётного пресвитерия и прямоугольного нефа более широкого и высокого. С северной стороны к пресвитериям примыкают готическая ризница с двумя пролётами и однопролётная сокровищница. В свою очередь, к нефу с юга примыкают часовня Девы Марии, а с севера — часовня Св. Станислава и крыльцо. Кроме того, на оси церкви, с запада, к нефу примыкает крыльцо времён реконструкции Радзивилла. Стены церкви оформлены откосами, вся церковь оформлена профилированными карнизами. Кирпичные фронтоны нефа содержат аркадные бленды и каменные щиты с гербами Шидловецких. Башня (сигнатурка) относится к середине XVIII века.

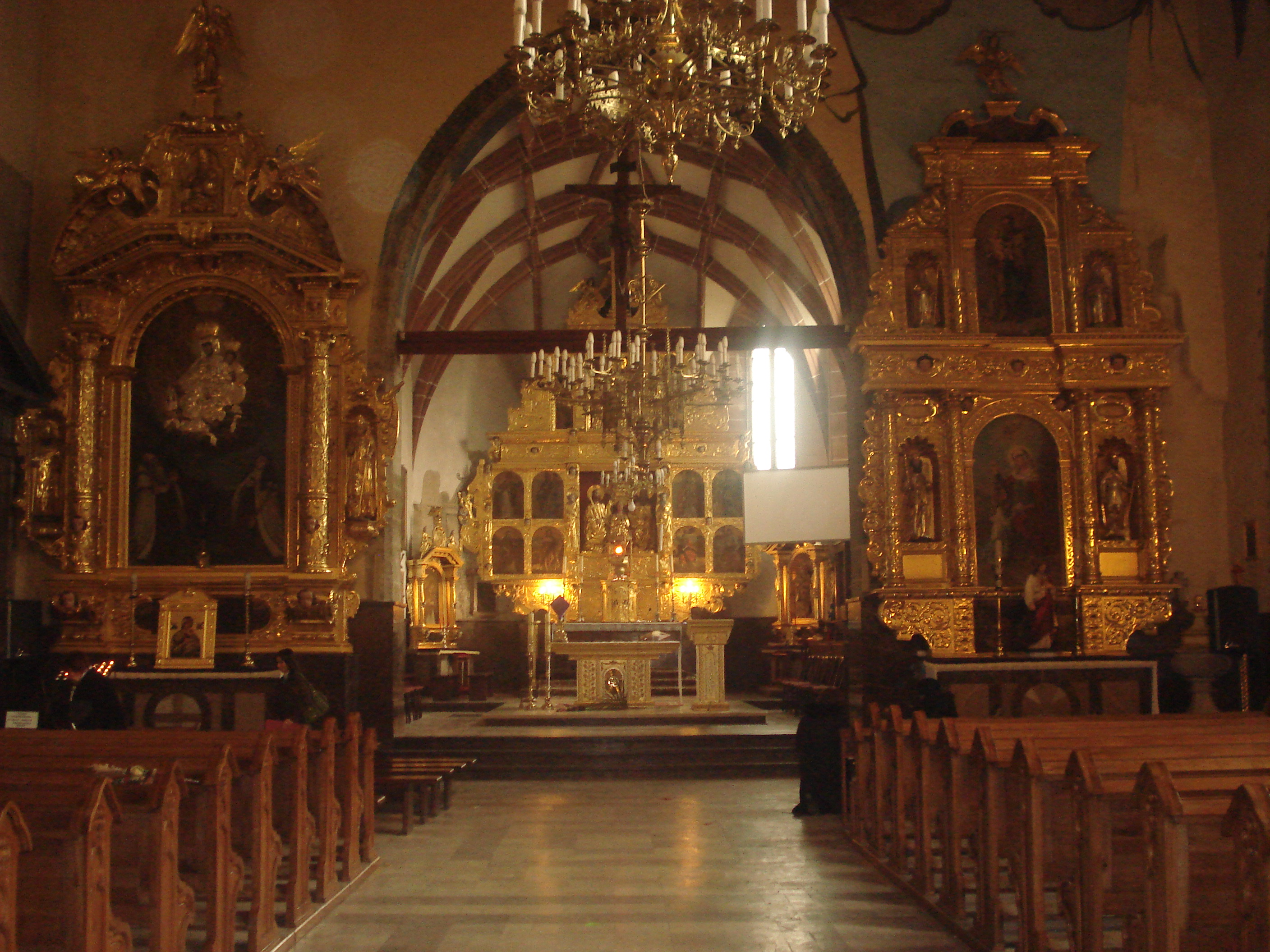
Центральный неф